# Malik Hooker
Malik Hooker (New Castle, 2 aprile 1996) è un giocatore di football americano statunitense che milita nel ruolo di safety per i Dallas Cowboys della National Football League  (NFL). Fu scelto 15º assoluto nel Draft NFL 2017 dai Colts. Al college giocò a football per Ohio State, con i quali vinse il campionato nazionale NCAA Division I nel 2015.

## Carriera universitaria
Hooker frequentò l'Università statale dell'Ohio e giocò per gli Ohio State Buckeyes dal 2014 al 2016. Dopo non esser mai sceso in campo nella prima stagione, in cui la squadra vinse il campionato NCAA Division I, nel 2016 divenne titolare mettendo a segno 67 tackle e 6 intercetti, venendo premiato unanimemente come All-American.

## Carriera professionistica

### Indianapolis Colts

#### Stagione 2017
Il 27 aprile 2017, Hooker fu scelto come 15º assoluto nel Draft NFL 2017 dagli Indianapolis Colts. Il 18 maggio 2017, firmò un contratto quadriennale del valore di 12,59 milioni di dollari con i Colts.
Debuttò come professionista subentrando nella gara del primo turno contro i Los Angeles Rams mettendo a segno 4 tackle. La settimana successiva partì da titolare contro gli Arizona Cardinals, dovendo sostituire il compagno di squadra infortunato Darius Butler; fece registrare due placcaggi, un passaggio deviato e il suo primo intercetto ai danni del quarterback Carson Palmer, ritornandolo per 32 yard. Nel turno successivo contro i Cleveland Browns, Hooker mise a segno tre placcaggi, un passaggio deviato e il secondo intercetto in carriera, ai danni del quarterback DeShone Kizer; i Colts vinsero per 31–28. Mise a segno un altro intercetto nel turno successivo contro i Seattle Seahawks sul quarterback Russell Wilson. Nel settimo turno contro i Jacksonville Jaguars, Hooker si ruppe il legamento crociato anteriore e il legamento mediale collaterale, venendo costretto a saltare tutto il resto della stagione. Fu inserito in lista infortunati il 24 ottobre 2017. Terminò la sua stagione da rookie con sette presenze (di cui sei da titolare), 21 placcaggi totali (15 solitari e 6 assistiti), tre intercetti e quattro passaggi deviati.

#### Stagione 2018
Nella partita del quinto turno contro i New England Patriots, Hooker mise a segno un record stagionale di 12 placcaggi totali (4 solitari e 8 assititi); i Colts furono sconfitti per 24–38. Nel turno successivo contro i New York Jets, mise a segno un placcaggio e il suo primo intercetto stagionale, ai danni del quarterback Sam Darnold; i Colts furono sconfitti per 34–42. Hooker tornò nel decimo turno contro i Jacksonville Jaguars, dopo aver saltato i tre turni precedenti a causa di un infortunio al ginocchio; mise a segno quattro placcaggi solitari e il suo primo fumble recuperato in carriera. Nel sedicesimo turno contro i New York Giants fece registrare sei placcaggi totali (quattro solitari e due assistiti), un passaggio deviato e il suo secondo intercetto stagionale sul quarterback Eli Manning che assicuro ai Colts la vittoria per 28–27. Hooker terminò la stagione regolare 2018 con 14 presenze da titolare, 44 placcaggi totali (30 solitari e 14 assistiti), due intercetti, un fumble recuperato e quattro passaggi deviati.
Hooker disputò da titolare la sua prima partita nei play-off in carriera, il Wild Card Game contro gli Houston Texans, facendo registrare due placcaggi totali (uno assistito); i Colts vinsero per 21–7. L'infortunio al ginocchio sofferto a metà stagione si aggravò e lo costrinse a saltare il Divisional Play-off contro i Kansas City Chiefs; eventualmente la stagione dei Colts terminò con la sconfitta per 13–31.

### Dallas Cowboys
Il 27 luglio 2021 Hooker firmò con i Dallas Cowboys.
Nella settimana 13 della stagione 2022, contro i suoi ex Colts, Hooker fece registrare un intercetto nel primo tempo mentre nel secondo recuperò un fumble e lo ritornò per 26 yard nel primo touchdown in carriera.

## Statistiche
| Legenda   | Legenda          |
| --------- | ---------------- |
| Grassetto | Record personale |

### Stagione regolare
| Stagione | Squadra  | Partite | Partite | Tackle | Tackle | Tackle | Tackle | Intercetti | Intercetti | Intercetti | Intercetti | Intercetti | Intercetti | Fumble | Fumble |
| Stagione | Squadra  | P       | PT      | Tot    | Sol    | Asst   | Sack   | PD         | Int        | Yard       | Media      | Max        | TD         | FF     | FR     |
| -------- | -------- | ------- | ------- | ------ | ------ | ------ | ------ | ---------- | ---------- | ---------- | ---------- | ---------- | ---------- | ------ | ------ |
| 2017     | IND      | 7       | 6       | 21     | 15     | 6      | 0,0    | 4          | 3          | 73         | 24,3       | 32         | 0          | 0      | 0      |
| 2018     | IND      | 13      | 13      | 44     | 30     | 14     | 0,0    | 4          | 2          | 34         | 17,0       | 27         | 0          | 0      | 1      |
| Carriera | Carriera | 21      | 20      | 65     | 45     | 20     | 0,0    | 8          | 5          | 107        | 20,6       | 32         | 0          | 0      | 1      |

### Play-off
| Stagione | Squadra  | Partite | Partite | Tackle | Tackle | Tackle | Tackle | Intercetti | Intercetti | Intercetti | Intercetti | Intercetti | Intercetti | Fumble | Fumble |
| Stagione | Squadra  | P       | PT      | Tot    | Sol    | Asst   | Sack   | PD         | Int        | Yard       | Media      | Max        | TD         | FF     | FR     |
| -------- | -------- | ------- | ------- | ------ | ------ | ------ | ------ | ---------- | ---------- | ---------- | ---------- | ---------- | ---------- | ------ | ------ |
| 2018     | IND      | 1       | 1       | 2      | 1      | 1      | 0,0    | 0          | 0          | 0          | 0,0        | 0          | 0          | 0      | 0      |
| Carriera | Carriera | 1       | 1       | 2      | 1      | 1      | 0,0    | 0          | 0          | 0          | 0,0        | 0          | 0          | 0      | 0      |